# Albert R. Broccoli
Albert Romolo Broccoli, přezdívaný Cubby (5. dubna 1909 New York – 27. června 1996 Beverly Hills) byl americký filmový producent, který produkoval více než čtyřicet hraných filmů. Většinu natočil ve Spojeném království, často ve studiích v Pinewoodu. Spoluzaložil firmy Danjaq, LLC a Eon Productions, avšak proslulým se stal produkcí série bondovek. Společně s Harrym Saltzmanem pokročili od nízkorozpočtových začátků k výstřednostem s velkým rozpočtem a značným ziskem. V produkci bondovek pokračují Broccoliho dědicové.

## Mládí
Narodil se v Queensu jako mladší ze dvou dětí kalábrijských přistěhovalců Giovanni Broccoliho a Kristiny Vence. přezdívku dostal podle bratrance, gangstera Pata DiCicco, který mu začal říkat Kabibble, pak to zkrátil na Kubbie, Broccoli si přizpůsobil na Cubby a přezdívku přijal za svou. Rodina později zakoupila farmu ve Smithtownu na Long Islandu, v sousedství blízkých příbuzných DiCiccových.

## Začátky bondovek
Počátkem padesátých let se Broccoli přestěhoval ještě jednou, tentokrát do Londýna, kde britská vláda začala subvencovat filmy natočené ve Spojeném království, s domácím filmovým štábem a obsazené britskými herci. Spolu s Irvingem Allenem vytvořili Warwick Films, kde produkovali spoustu úspěšných filmových sérií pro Columbia Pictures.
Když se začal zabývat myšlenkou přivést Flemingova Jamese Bonda na filmové plátno, zjistil, že filmová práva již vlastní kanadský producent Harry Saltzman, který se již dlouho snaží prorazit ve filmové branži a má sice za sebou několik divadelních produkcí i filmů, ale nijak oslňující výsledky. Když je společný přítel, scenárista Wolf Mankowitz seznámil, Saltzman odmítl práva prodat, ale souhlasil s partnerstvím a koprodukcí, což přivedlo k založení produkční společnosti EON Productions a holdingové společnosti Danjaq, LLC; tu pojmenovali podle křestních jmen manželek – Dany a Jacqueline.
První bondovku Dr. No vyprodukovali v roce 1962. Druhá, Srdečné pozdravy z Ruska, znamenala průlomový úspěch, po něm se rozpočet zvýšil, filmy se staly ambicioznějšími. Stále početnější obsazení, obtížnější kaskadérské scény a filmové triky a výběr exotických lokací udělaly z bondovek zaměstnání na plný úvazek. Broccoli se v roce 1968 pokusil o jeden nebondovský film adaptací Flemingova románu pro děti Chitty Chitty Bang Bang a kvůli soudním sporům o práva k jednotlivým prvkům příběhu přenechal produkci filmu Thunderball Kevinovi McClorymu. Ale od poloviny šedesátých let napřel skoro všechnu energii do série bondovek. Saltzman neměl tak vyhraněný zájem, produkoval volnou trilogii špionážních filmů založených na Leightonově Harrym Palmerovi, hrdinovi, který pracuje v podobném světě jako Bond, ale bez půvabných žen a bez technických udělátek. Saltzman a Broccoli se míjeli v náhledu na Saltzmanovy vedlejší zájmy, ale nakonec to byl Saltzman sám, kdo kvůli sérii finančních neúspěchů opustil Danjaq a EON. Zatímco Saltzmanův odchod franšízu přiblížil o krok ke korporátnímu řízení, Broccoli ztratil jen málo ze své nezávislosti a obchodní prestiže. Od té doby až do Broccoliho skonu je každý bondovský film z produkce EON uvozen svérázným „Albert R. Broccoli Presents“.
Albert Broccoli byl v roce 1966 spolu s dalšími produkčními v Japonsku, aby vybrali natáčecí místa pro další film s Jamesem Bondem Žiješ jenom dvakrát. Měl rezervovánu letenku na let BOAC 911 a v den odletu rezervaci zrušil. Let skončil havárií, kterou nikdo nepřežil.

## Rodina
Broccoli byl třikrát ženatý. V jednatřiceti letech v roce 1940 si vzal herečku Glorii Blondel, mladší sestru Joan Blondellové. V roce 1945 se poklidně rozvedli, děti spolu neměli. V roce 1951 si vzal Nedru Clarkovou, vdovu po zpěvákovi Buddym Clarkovi. Dozvěděli se, že mají potíže s plodností a nikdy nebudou mít děti. Když adoptovali syna Tony Broccoliho, Nedra otěhotněla. Zemřela v roce 1958, brzo poté, co se jim narodila dcera Tina. V roce 1959 se Broccoli oženil potřetí, vzal si herečku a spisovatelku Danu Wilsonovou (rozená Dana Natol; 3. leden 1922 – 29. únor 2004). Spolu měli dceru Barbaru.
Broccoli se stal mentorem jejího náctiletého Michaela. Děti vyrůstaly v bondovském prostředí a vliv manželky Dany na různá producentská rozhodnutí zmiňuje množství zasvěcených zdrojů.
Michael Wilson šel vlastní cestou v produkční společnosti jako spoluautor a koproducent. Naproti tomu Barbara pracovala od osmdesátých let na různých pozicích pod dohledem otce. Po Broccoliho smrti produkovali další filmy společně.

## Ocenění
- Za přínos filmu dostal v roce 1981 cenu Irvinga G. Thalberga. Ocenění obdržel na vyhlášení oskarů v roce 1982, oznámil jej tehdejší představitel Jamese Bonda Roger Moore.
- Od roku 1990 má hvězdu na Hollywoodském chodníku slávy (jako Cubby Broccoli).
- Broccoliho hřebec Brocco vyhrál v roce 1993 v kalifornské Arcadii dostih dvouletých.
- Na konci první bondovky natočené po Broccoliho smrti Zítřek nikdy neumírá se objevuje věnování „In loving memory of Albert R. (Cubby) Broccoli“.
- Posmrtně, v roce 1999, byla vydána autobiografie pod titulem When the Snow Melts: The Autobiography of Cubby Broccoli (ISBN 978-0-7522-1162-6).
- V roce 2010 byl na Univerzitě Jižní Kalifornie otevřen projekční sál Alberta a Dany Broccoliových.

## Smrt
Broccoli zemřel ve svém domě v Beverly Hills v roce 1996 sedmaosmdesáti letech na srdeční selhání. O pár měsíců dříve mu byl voperován trojitý bypass. Po zádušní mši v kostele Krista Dobrého pastýře v Beverly Hills byl uložen do okázalého sarkofágu na hřbitově Forest Lawn – Hollywood Hills v Los Angeles.

## Filmografie

### Produkce s Harrym Saltzmanem
- Dr. No (1962)
- Srdečné pozdravy z Ruska (1963)
- Goldfinger (1964)
- Žiješ jenom dvakrát (1967)
- V tajné službě Jejího Veličenstva (1969)
- Diamanty jsou věčné (1971)
- Žít a nechat zemřít (1973)
- Muž se zlatou zbraní (1974)

### Výkonný producent s Harrym Saltzmanem
- Thunderball (1965) (produkce Kevin McClory)

### Producent (samostatně)
- The Red Beret (1953)[13]
- Fire Down Below (1957)[14]
- Soudní procesy s Oscarem Wildem (1960)[15]

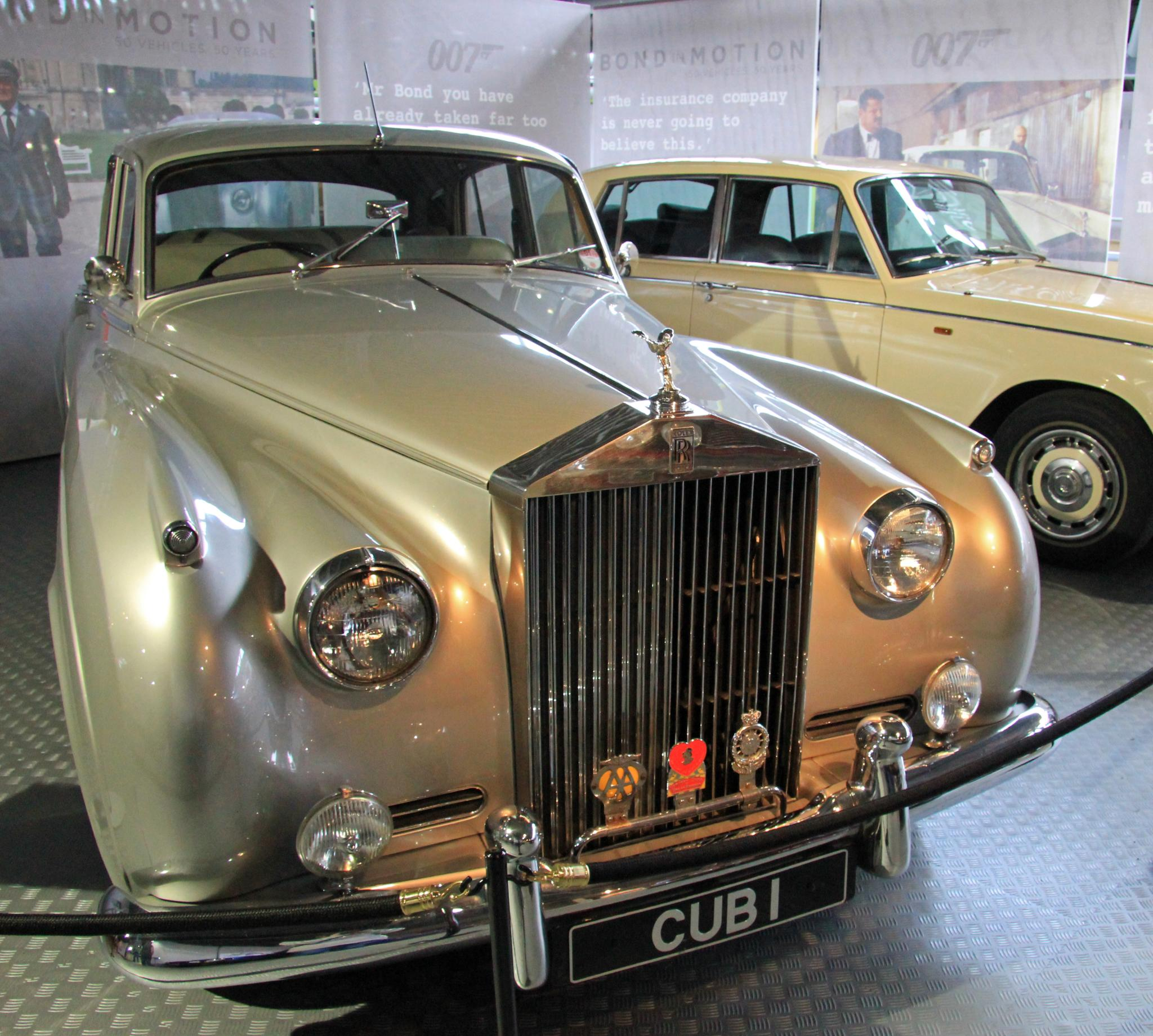
Broccoliho vůz z filmu Vyhlídka na vraždu ve sbírce National Motor Museum v Beaulieu

- Jazz Boat (1960)[16]
- Call Me Bwana (1963)[17]
- Chitty Chitty Bang Bang (1968)[5]
- Špion, který mě miloval (1977)
- Moonraker (1979)
- Jen pro tvé oči (1981)
- Chobotnička (1983)

### Producent s Michaelem G. Wilsonem
- Vyhlídka na vraždu (1985)
- Dech života (1987)
- Povolení zabíjet (1989)

### Konzultující producent
- Zlaté oko (1995)

### Cameo
- Fire Down Below (1957)[14] – drogový dealer
- Moonraker (1979) – turista v Benátkách[18] (s manželkou Danou)